# 백골산성
백골산성(白骨山城)은 대전광역시 동구 신하동 해발 340m의 백골산 정상의 험준한 산세를 이용하여 쌓은 산성이다. 1991년 7월 10일 대전광역시의 기념물 제22호로 지정되었다.

## 개요
백골산성은 대전광역시 동구 신하동 해발 340m의 백골산 정상의 험준한 산세를 이용하여 쌓은 산성으로 둘레는 400m이다. 이 산성은 산의 정상부를 둘러쌓고 있는데, 이러한 형태를 테뫼식 산성이라 한다.
성벽은 가파른 지형에 쌓여진 까닭에 완전히 무너져 내린 부분이 많아 원래의 모습을 찾아보기 어렵다. 백골산성의 서쪽으로는 백제의 전략 거점인 계족산성이 있고, 동쪽으로는 신라의 유명한 관산성을 끼고 있어 백제가 신라로 들어오는 유일한 길목을 지키는 초소 역할을 하였음을 알 수 있다.
지금은 인공호수인 대청호가 버젓하게 자리를 잡고 있지만, 성이 축조될 당시만 해도 신라를 마주보고 금강이 흐르고 이어 육로와 수로를 지키는 중요한 전략적 요충지였음을 짐작할 수 있다.

## 현지 안내문
이 산성은 해발 340m의 백골산 정상부에 테뫼식으로 쌓은 석축산성이다. 성벽은 산 정상부에 지형에 따라 축조하였고, 성 둘레는 약 400m이다. 성벽은 현재 가파른 지형에 축조된 관계로 완전히 무너져 내린 상태로 원래의 모습을 찾아보기에는 어렵다.
지형학적으로 볼 때 성의 서쪽으로는 백제의 전략 거점인 계족산성이, 동쪽으로는 신라의 유명한 관산성을 끼고 있으며, 대전시민의 식수인 대청호가 자리잡고 있지만, 성이 축조될 당시만 해도 신라를 마주보고 금강이 흐르고 있어 육로와 수로를 지키는 중요한 전략적 요충지였음을 짐작할 수 있다.

## 같이 보기
- 백골산

## 참고 자료
- 백골산성 - 국가유산청 국가유산포털